# Dichoropetalum carvifolia
Dichoropetalum carvifolia är en växtart i släktet Dichoropetalum och familjen flockblommiga växter. Den beskrevs av Dominique Villars som Peucedanum carvifolium och fick sitt nu gällande namn av Michail Pimenov och Jevgenij Kljujkov 2007.
Arten är perenn och förekommer i stora delar av Europa.